# Jadwiga Stańczakowa
Jadwiga Stańczakowa (ur. 27 września 1919 w Warszawie, zm. 29 maja 1996 tamże) – polska niewidoma prozaiczka i poetka.

## Życiorys
Była córką Adolfa Strancmana (1880–1976). Studiowała na Wydziale Finansowo-Ekonomicznym Akademii Nauk Politycznych w Warszawie. Wyszła za kolegę ze studiów Zdzisława Stańczaka, który pomógł jej i jej rodzicom wydostać się z getta warszawskiego. Debiutowała jako poetka na łamach tygodnika „Nowa Kultura”. Otrzymała Nagrodę im. Jerzego Szczygła.
Przyjaźniła się z Mironem Białoszewskim, który w latach 80. XX wieku pomieszkiwał w jej mieszkaniu na ulicy Hożej. Opowiada o tym film Parę osób, mały czas (2005) w reżyserii Andrzeja Barańskiego. Jej rolę grała Krystyna Janda, zaś w roli Białoszewskiego wystąpił Andrzej Hudziak. 
Jej córką jest Anna Sobolewska, eseistka, krytyczka i historyczka literatury, a wnuczką Justyna Sobolewska.

## Twórczość
- Boicie się czarnego ptaka?
- Depresje i wróżby
- Dziennik we dwoje
- Japońska wiśnia. Haiku dla Michi Tsukada
- Kabaret Kizi-Mizi
- Magia niewidzenia
- Na żywo
- Niewidoma
- Refugium
- Ślepak
- Wiersze dla mojej córki
- Ziemia – kosmos